# Avenida Brigadier General Juan Manuel de Rosas (La Matanza)
La Avenida Brigadier General Juan Manuel de Rosas es la principal arteria vial del partido de La Matanza, provincia de Buenos Aires, Argentina. Forma parte de la Ruta Nacional 3 entre los kilómetros 14 y 47, conformando casi la totalidad de su trazado en el aglomerado Gran Buenos Aires y siendo una importante avenida de la zona oeste del conurbano bonaerense.

## Características y recorrido

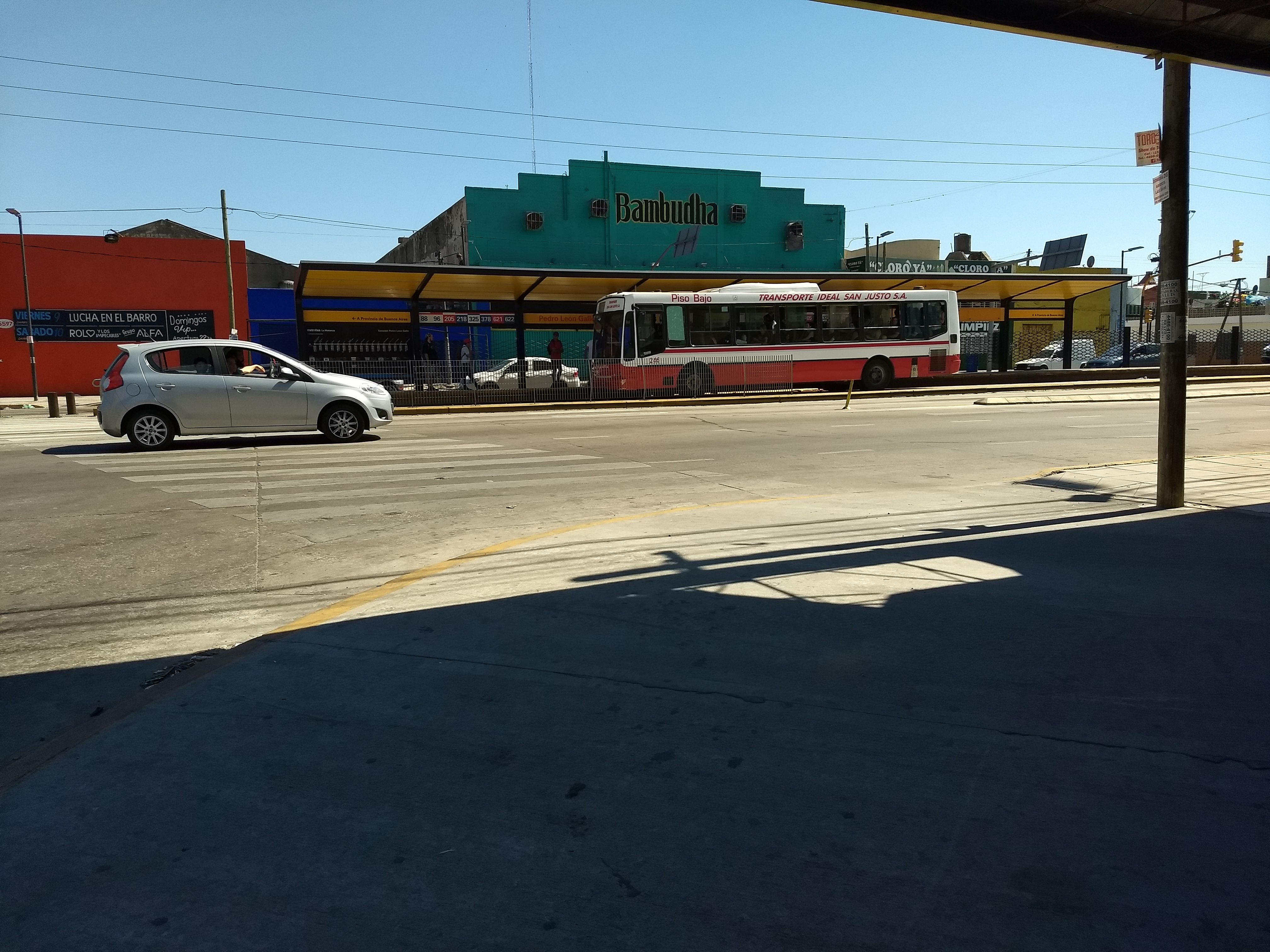
Parada Pedro León Gallo del Metrobús La Matanza.

La avenida tiene una extensión de hasta 33 kilómetros corriendo en dirección noreste-sudoeste, naciendo en la intersección con las avenidas General Paz y Juan Bautista Alberdi como una avenida urbana de doble sentido y 3 carriles por mano. Continúa de esta forma hasta su intersección con la avenida Presidente Juan Domingo Perón ya en el centro de San Justo, donde comienza el Metrobús La Matanza. Durante este trayecto cruza la localidad de Lomas del Mirador y a nivel el ramal ferroviario Haedo-Temperley de la Línea General Roca.

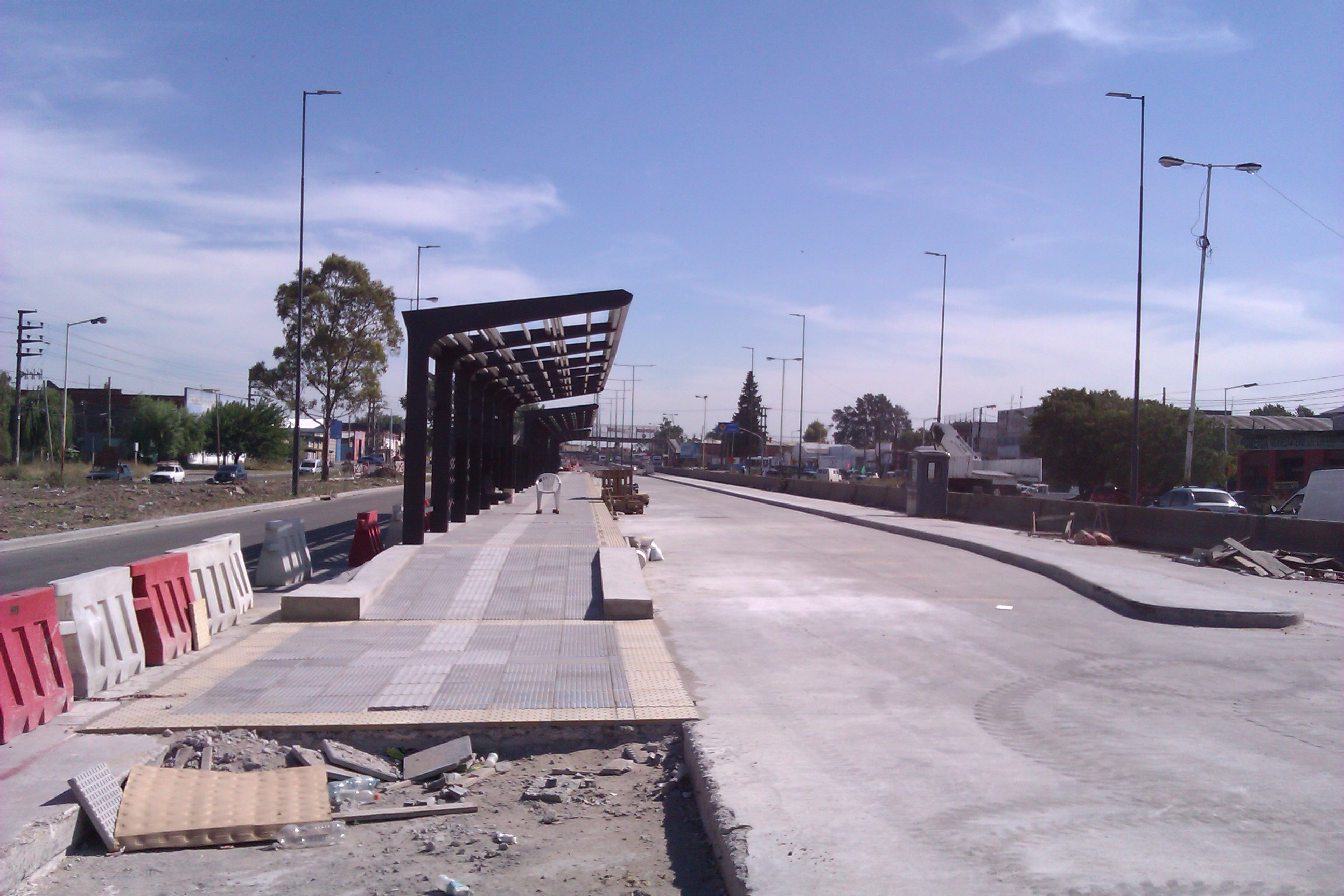
La avenida en su paso por Laferrere.

Luego del cruce con la avenida Perón, a los 6 carriles existentes para la circulación vehicular se le agregan ahora otros dos más exclusivos para la circulación de los colectivos, con sus correspondientes dársenas y paradas del metrobús para cada una de las líneas que lo usan, transformándose ahora en una

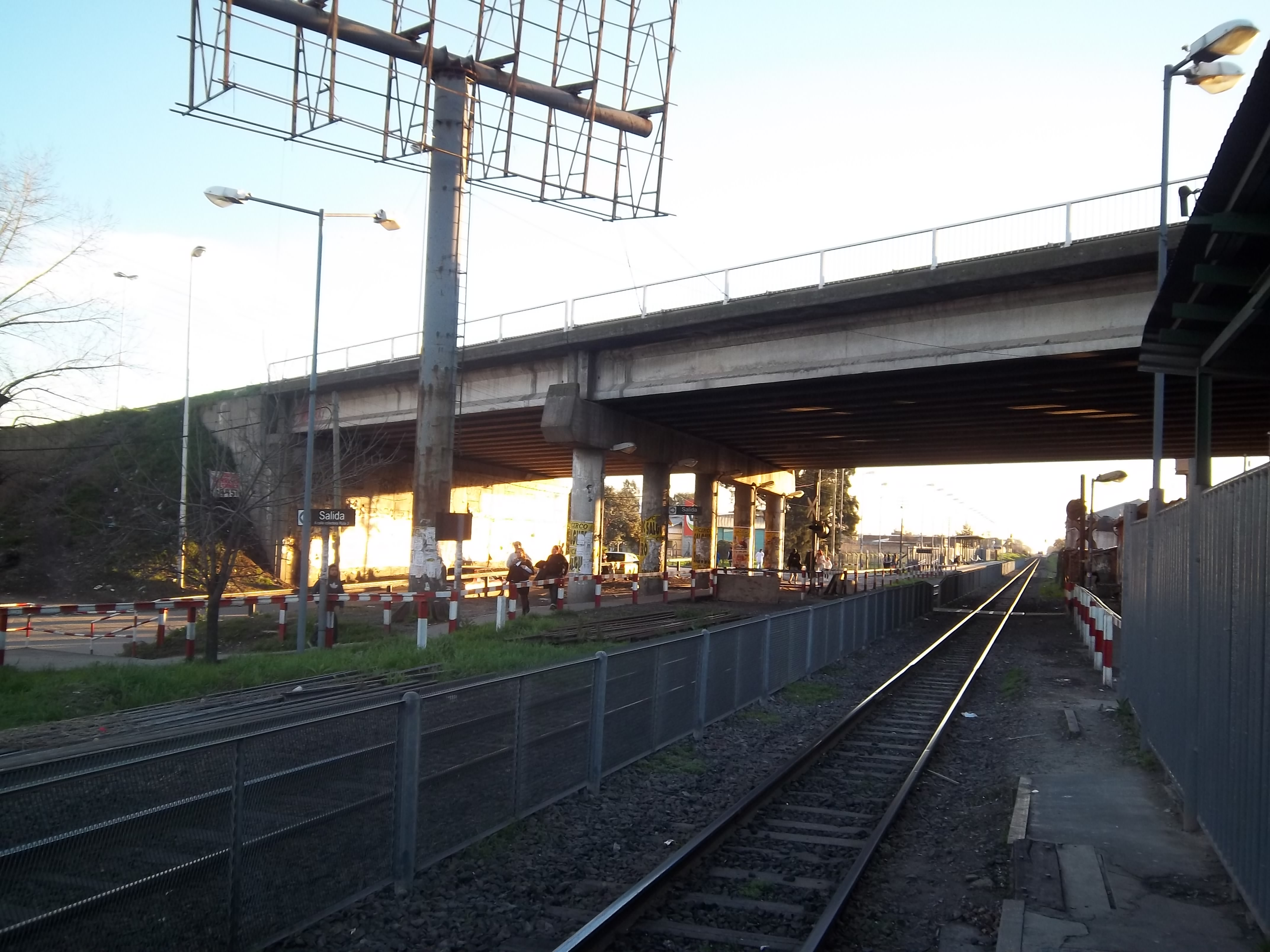
Puente sobre las vías del Ferrocarril General Belgrano, en González Catán.

 avenida de 8 carriles. Tras pasar por al lado del San Justo Shopping, se produce la rotonda con la avenida Monseñor Bufano. Esta última pasa por arriba mediante un puente, mientras los carriles del metrobús de la avenida Rosas se separan del resto del tráfico.

Tras esto, la avenida continúa sin cambios importantes (nada más pasando a tener cuatro carriles por mano con separador central) hasta llegar a la localidad de Isidro Casanova, donde lentamente se va transformando en una semiautopista con colectoras y diversos accesos, tomando también una curva hacia el sudoeste en dirección a Cañuelas. Durante el trayecto pasa por el Hospital Paroissien (al 6000) y una construcción abandonada hace más de 20 años que originalmente iba a ser un hipermercado Coto (al 6100). Metros más tarde 

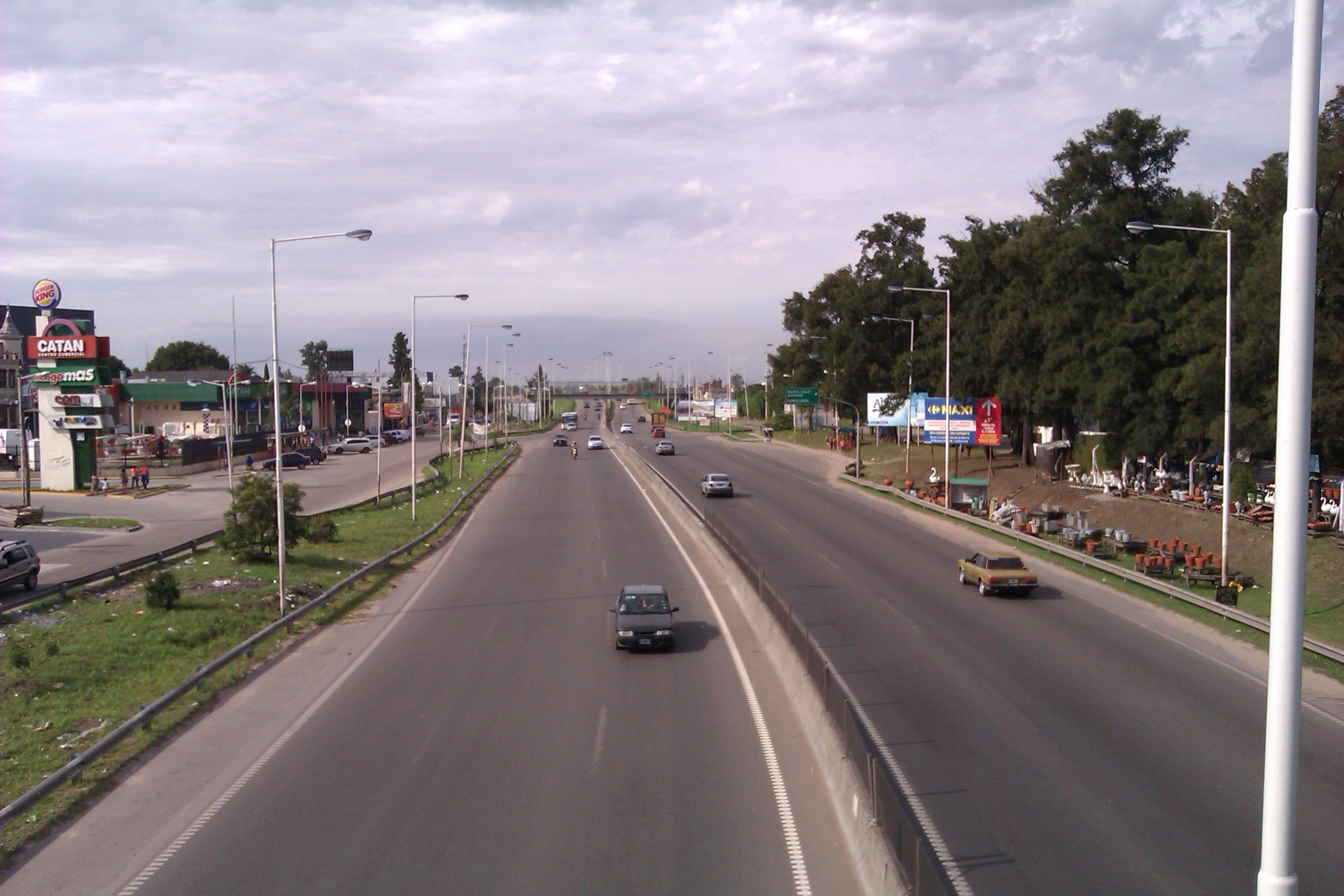
Otra vista (hacia el norte) de la avenida Brig. Gral. Juan Manuel de Rosas en González Catán. A la izquierda, el Catán Shopping.

también pasa por muy cerca de la estación de ferrocarril y cruza a nivel el ramal ferroviario Sáenz-Marinos del Belgrano de la Línea Belgrano Sur. A continuación, cruza las avenidas Cristianía, Guillermo Marconi, Carlos Casares y Pedro Luro, que sirven como puntos de acceso a las localidades de Gregorio de Laferrere y Rafael Castillo. Al 10100 se encuentra emplazado el Hospital Samic Presidente Néstor Kirchner, que comenzó a funcionar en julio de 2023, aunque todavía no ha sido formalmente inaugurado.
Al llegar a González Catán, cruza por medio de un complejo distribuidor la avenida General Rojo y las vías de la Línea Belgrano Sur (esta vez del ramal Sáenz-González Catán). En dicho lugar se encuentran importantes nodos del tránsito ferroautomotor, como la parada Independencia y el Centro de Trasbordo González Catán, lugar donde finaliza el Metrobús La Matanza. Cerca de ahí también se localizan el centro comercial Catán Shopping y la terminal de colectivos de la línea 180.

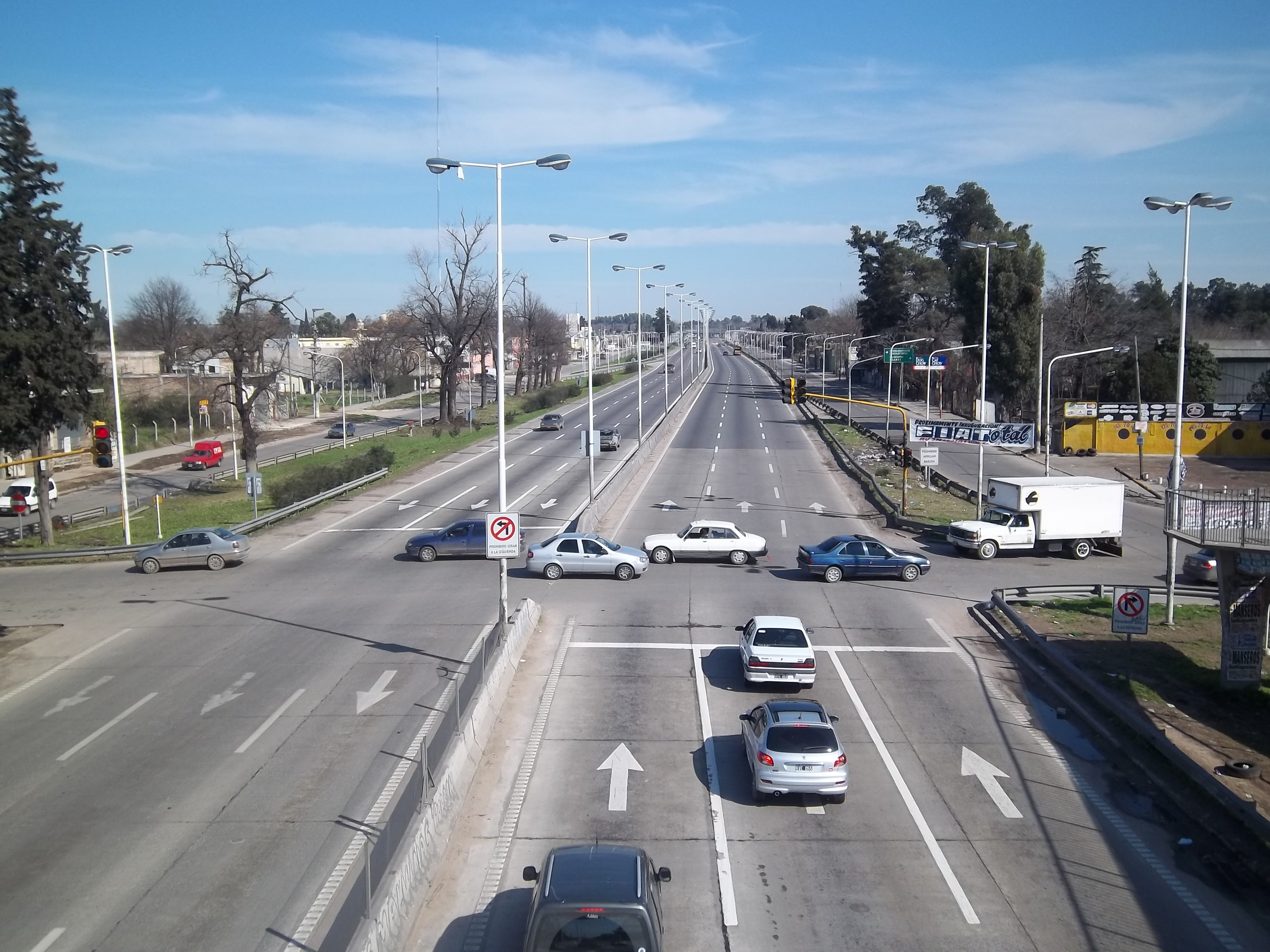
Intersección con la calle Simón Pérez.

Metros después atraviesa a nivel el ramal G3 del Ferrocarril General Belgrano (actualmente clausurado y desmantelado) y la avenida Simón Pérez, punto de acceso al centro de la localidad, para luego entrar a Virrey del Pino al pasar por el arroyo Morales.
Si bien a lo largo de las demás localidades del municipio tenía mucha densidad comercial, es a partir de este punto donde la avenida se convierte en el principal eje comercial e industrial, al haber bastantes comercios y fábricas emplazadas en sus colectoras (entre estas se pueden encontrar las plantas de las empresas Manaos y Mercedes-Benz, además del Parque Industrial La Matanza). En la entrada al barrio Esperanza cruza la autopista Presidente Perón, por medio de otro distribuidor inaugurado con un corto trayecto de dicha autopista en octubre de 2021.
A partir de aquí la avenida deja de ser una semiautopista, para pasar a ser una autovía de 2 carriles por sentido. Al llegar a los barrios San Nicolás y Cruz del Sur la edificación comienza a disminuir. La avenida finaliza a la altura 30500 en el barrio Sarmiento, km 47 de la Ruta Nacional 3 y en el límite con el partido de Marcos Paz.

## Intersecciones
- En el siguiente esquema, se muestran los cruces de calles y ferrocarriles más importantes en esta avenida.

|  |  | CONTg |

|  | RMq | RMIdu | RMq |

|  | STRq | KRZ | STRq |

|  |  | STR | BUILDING |

|  | BUILDING | STR |  |

| lDAMPF |  | SKRZ-GBUE |  |

|  | STRq | KRZ | STRq |

|  |  | STR | SHOPPING |

|  | RMq | RMIdu | RMq |

|  |  | RM |

|  | HOSPITAL | RMTEEeq |  |

| lDAMPF |  | exSKRZ-G+eBUE |  |

|  | STRq | RMKRZ | STRq |

|  | STRq | RMKRZ | STRq |

|  |  | RM | lNAT |

|  |  | RMTEEaq | HOSPITAL |

|  | STRq | RMKRZ | STRq |

|  | BUILDING | RM |  |

|  | WASSERq | RMoW2 | WASSERq |

|  | STRq | RMIaboa | STRq |

| lDAMPF |  | SKRZ-Muq |  |

|  | SHOPPING | RM |  |

|  |  | RM |

|  |  | exSKRZ-G+eBUE |

|  | STRq | RMKRZ | STRq |

|  |  | RM |

|  | WASSERq | RMoW2 | WASSERq |

|  | RMq | RMIcu | RMq |

|  | exSTRq | RMKRZ | STRq |

|  |  | RM | WORKS |

|  |  | RM | WORKS |

|  | WORKS | RM |  |

|  |  | RM |

|  | WASSERq | RMoW2 | WASSERq |

|  |  | RM |

|  | STRq | RMTEEeq |  |

|  | STRq | RMTEEeq |  |

|  |  | RM |

|  |  | RMCONTf |

## Toponimia

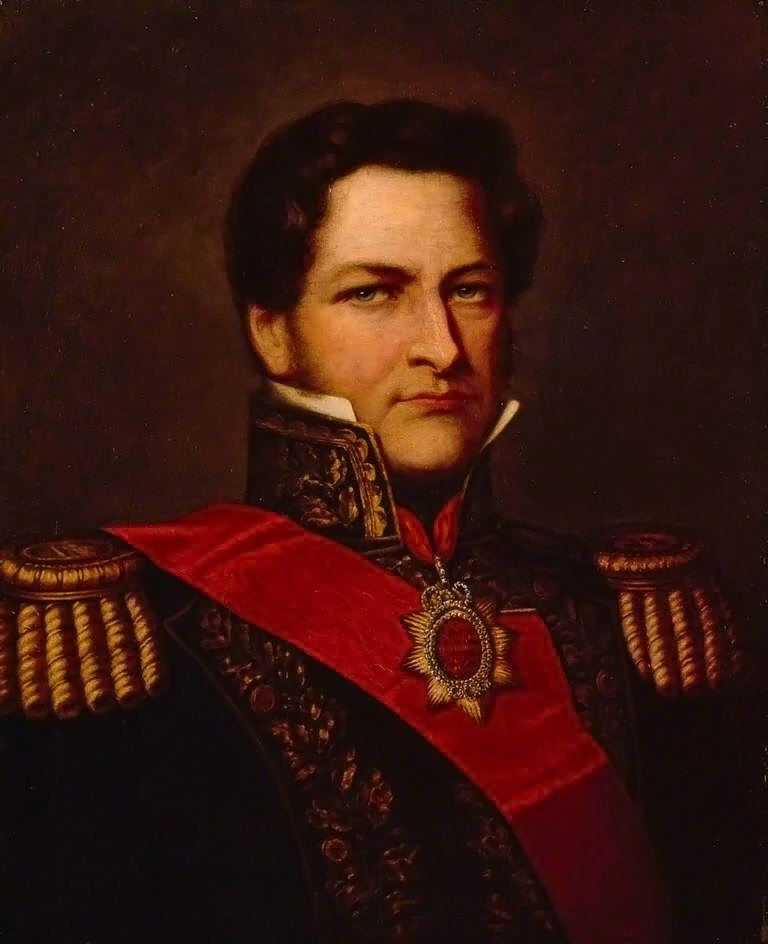
Juan Manuel de Rosas

Debe su nombre a Juan Manuel de Rosas, estanciero, militar y político argentino, dos veces gobernador de la provincia de Buenos Aires entre los años 1829 y 1852.
En la localidad de Virrey del Pino, cerca del km 39 de la Ruta Nacional 3, se encuentra una estancia que en su momento le había pertenecido a Rosas, habiéndosela comprado en 1822 a José María del Pino, segundo hijo del virrey Joaquín del Pino y Rozas. En la actualidad dicho lugar es un museo histórico municipal denominado "Juan Manuel de Rosas" en su honor. Desde 1942 es Monumento Histórico Nacional.

## Sitios de interés
Atraviesa numerosos sitios de interés a lo largo de su extenso recorrido. Importantes establecimientos como el San Justo Shopping y las plantas de producción de la bebida Manaos y la empresa automotriz Mercedes-Benz se encuentran a la vera de esta avenida. A la altura 2860 se ubican las oficinas de la empresa de telecomunicaciones Telecentro y las instalaciones de Canal 26, al 12300 la sede de la empresa de colectivos Transporte Ideal San Justo, al 25350 el taller de la empresa de transporte Nuevo Ideal S. A. y al 25600 el Parque Industrial La Matanza, inaugurado en 2009.

## Metrobús La Matanza

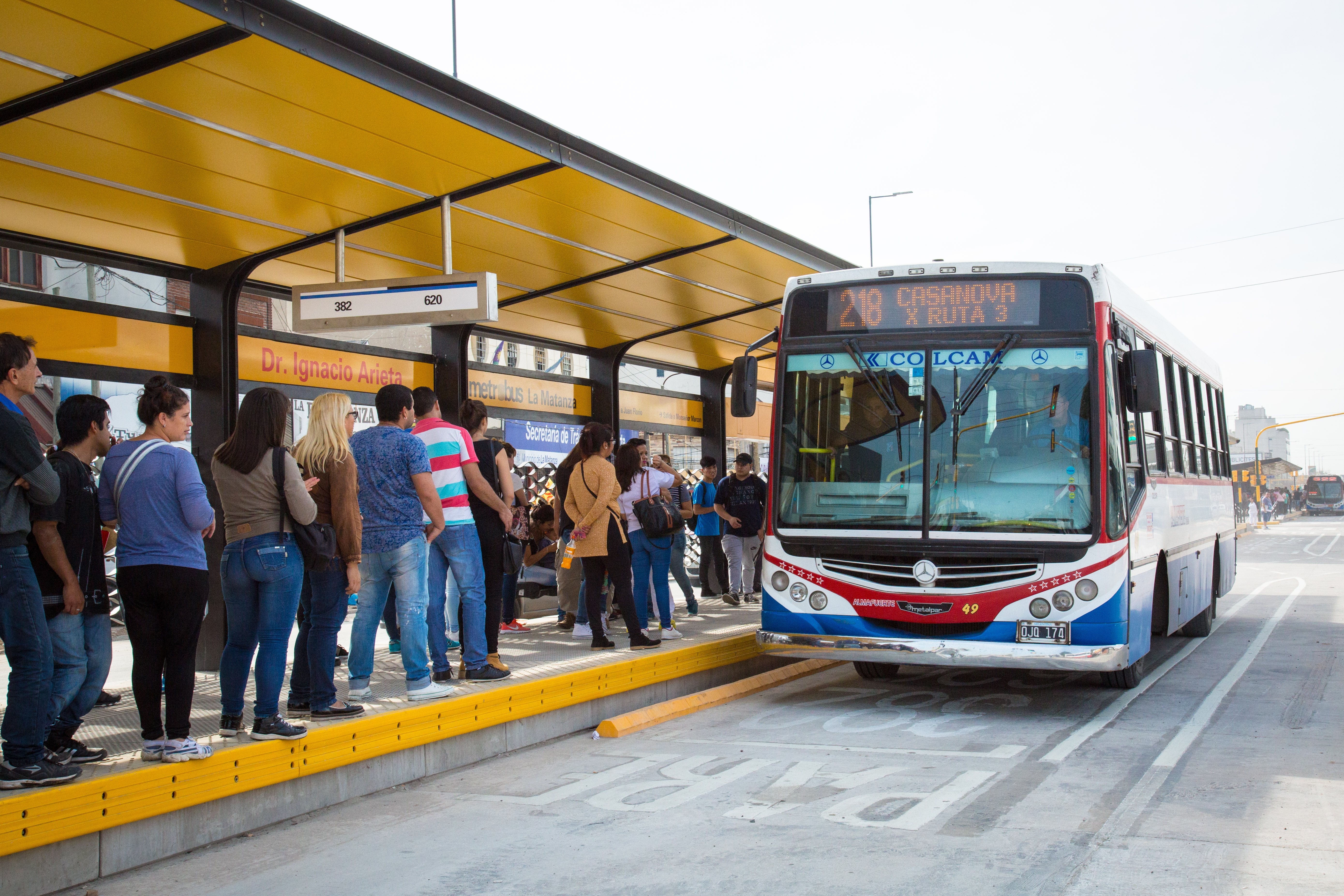
El Metrobús La Matanza.

El Metrobús La Matanza es un ramal perteneciente a la red de Metrobús del Gran Buenos Aires, inaugurado el 5 de mayo de 2017, gracias a la firma de un crédito de 120 millones de dólares acordado en 2015 con el Banco Mundial. Con 16 kilómetros de extensión sobre la Ruta Nacional 3, une las localidades de González Catán y San Justo en el partido de La Matanza. Contiene 40 paradas, divididas en 17 estaciones a lo largo de su recorrido.